# Indigofera brachystachya
Indigofera brachystachya är en ärtväxtart som först beskrevs av Dc., och fick sitt nu gällande namn av Ernst Meyer. Indigofera brachystachya ingår i släktet indigosläktet, och familjen ärtväxter. Inga underarter finns listade i Catalogue of Life.